# Severin Hacker
Severin Hacker (Zug, 1984) é um cientista da computação suíço, cofundador e CTO do Duolingo, a plataforma de aprendizado de idiomas mais popular do mundo.

## Biografia
Hacker nasceu e cresceu em Zug e estudou na ETH Zurich. Em uma entrevista de 2020, Hacker especificou que os jogos desempenharam um grande papel em seu interesse pela ciência da computação: "O que originalmente me atraiu para os computadores foram os videogames e o desejo de construir seus próprios jogos e entender como esses jogos são construídos. Eu estava um pouco obcecado."
Ele se mudou para Pittsburgh para estudar na Carnegie Mellon University, onde co-fundou o Duolingo com Luis von Ahn em 2009.
Ele recebeu seu B.S. em Ciência da Computação pela ETH Zurich em 2006 e seu PhD em Ciência da Computação pela Universidade Carnegie Mellon em 2014.

## Fundação do Duolingo
Inicialmente, Hacker e seu ex-orientador de pós-graduação, Luis von Ahn, queriam desenvolver um aplicativo que pudesse traduzir sites da internet, para que fossem acessíveis para não falantes de inglês. Eles sentiram que o software de tradução automática não era tão eficaz quanto usar as habilidades e o conhecimento de falantes bilíngues. Durante os estudos de doutorado de Hacker, o Duolingo se tornou um subproduto dessa ideia, ou "feliz erro". O objetivo de Hacker para o Duolingo era torná-lo "cem por cento gratuito" para que a pessoa mais desfavorecida com uma conexão à internet ainda tivesse acesso a ele.

### Duolingo
Hacker e sua equipe de estudantes de doutorado usaram aprendizado de computador para personalizar o Duolingo para cada usuário. Especificamente, eles queriam prever quais conceitos de linguagem o usuário estava prestes a esquecer. Em 2012, um estudo de universidades americanas mostrou que gastar 34 horas de aprendizado no Duolingo era equivalente a um semestre inteiro de um curso universitário de idiomas. Em 2015, Hacker e von Ahn começaram a vender traduções, como para o grupo de notícias de tecnologia espanhol da CNN.

### Filosofia de retenção
Há duas partes na "Filosofia de Retenção" de Hacker: o aprendizado deve ser divertido e a motivação deve permanecer alta. Por meio do Duolingo, Hacker quer que os usuários tenham a opção de aumentar sua 'cota de permanência em sintonia', o que envolve ajustar o tempo de aprendizado e a dificuldade do curso. Outra ideia derivada da filosofia de Hacker foi aplicar a gamificação ao Duolingo. Isso foi para aplicar elementos e princípios de jogo em vez de ferramentas de aprendizado em sala de aula ao curso.

## Prêmios e honras
- Em 2014, Hacker recebeu o Crunchie Award de Melhor Startup.[12]
- Em 2014, Hacker foi incluído no "Top Innovators under 35" do MIT Technology Review.[3]
- Em 2016, Hacker e Luis von Ahn receberam o prêmio Tech 50.[13]
- Em 2019, Hacker recebeu o prêmio de Empreendedor do Ano da One Young World.[14]

## Empreendimentos e investimentos externos
- IAM Robotics, uma empresa de robótica focada na realização autônoma.
- ViaHero, um serviço de planejamento de viagens que cria roteiros personalizados.
- Brainbase, uma plataforma que ajuda as empresas a gerenciar e monetizar sua propriedade intelectual.
- Gridwise, um aplicativo que fornece informações para a demanda de motoristas em toda a cidade.
- Abililife, empresa que desenvolve tecnologias para atender pacientes com Parkinson.[15]